# Orientación a la producción
La orientación a la producción tiene sus inicios en la época de 1800 cuando tuvo su auge la Revolución Industrial. La orientación a la producción sucede cuando una empresa decide comenzar a producir en masa de tal forma que el costo de producción por unidad se reduce considerablemente, todo esto bajo el supuesto que existe un mercado cuyas necesidades no son satisfechas por la oferta existente.

## Evolución histórica
En los tiempos actuales resulta difícil comprender el porqué de esta etapa del pensamiento capitalista, ya que para esto primero debemos analizar el contexto histórico.
En un inicio la producción en masa no era algo cotidiano, todos los productos manufacturados solían ser de tipo artesanal, y producir una gran cantidad de estos en un corto tiempo siempre resultaba en un costo mucho más elevado, comparemos esto con la actual situación, es bien sabido que en muchas tiendas mientras más volumen se compre de un producto más barata saldrá cada unidad, esto es debido a la orientación a la producción. En consecuencia de esto, existía una gran demanda insatisfecha, solo aquellos que tuvieran un gran poder adquisitivo podían solicitar grandes cantidades de productos manufacturados en corto tiempo, y por otro 
Cuando inicia la Revolución Industrial esto cambia completamente, de repente existe la forma de producir mucho en poco tiempo y a un precio más bajo. Una máquina podía hacer el trabajo de hasta 100 obreros en menor tiempo, menor costo y podía trabajar 24 horas seguidas (sin pago de horas extras). Para la gente de estos tiempos era muy lógico pensar que los consumidores no compraban mucho porque hacerlo significaría pagar y esperar más, pero con la nueva tecnología mientras más se comprara menos se tendría que pagar, uno tendría que estar loco para no aprovechar una ganga de este tipo.
La orientación a la producción tiene como supuesto que los consumidores prefieren productos que estén disponibles y sean económicamente accesibles. Por lo tanto, la dirección debe concentrarse en mejorar la eficiencia y eficacia de la producción y la distribución.
Pese a que este concepto tenga más de cien años, aún es válido en situaciones muy específicas por ejemplo cuando la demanda del producto excede la oferta, o cuando la demanda de un producto es y seguirá siendo constante, cuando un producto tiene un costo demasiado alto y es posible hacer más eficiente la producción.
Como ejemplo, supongamos que una famosa marca de calzado no contara con los beneficios de la producción en masa; la manufacturación de sus productos hubiera requerido personal altamente calificado. Un obrero especializado en un turno de 8 horas, probablemente podría manufactuar cuando mucho diez productos. Entonces si la empresa hubiera querido producir 100,000 calzados por mes, tendría que haber tenido 10,000 obreros, a lo que se deberían sumar los supervisores, más los agentes de ventas, y los gerentes. Pero 100,000 calzados por mes, son muy poco para satisfacer el mercado, así que probablemente tendría que contratar más personal. Ahora tomemos en cuenta que la empresa debe pagarle a toda su planta laboral, lo cual eleva sus costos de producción, peor aún si necesita tener personal altamente calificado conocedor de los procesos de manufacturación de sus productos, debido a que la empresa depende totalmente de ellos y por esta razón, debe mantener a sus empleados conformes ya que una huelga resultaría en un desastre para ellos, ¿cómo podrían capacitar a una planta laboral tan grande y tan rápido?. Ahora veamos la realidad, la empresa puede producir más de 100,000 calzados en un día gracias a toda su maquinaria, sus gastos son solo en mantenimiento y reparaciones, esto reduce considerablemente el precio de un solo tenis ya que no incluye el costo de la manufactura de un obrero. Por otro lado, no se requiere una gran capacitación para enseñarle al operador de la maquinaria a presionar 2 o 3 botones, lo cual hace que el personal sea necesario pero no indispensable. Es así como la empresa puede concentrarse en producir más en un menor tiempo y a menor costo.
En la actualidad la orientación a la producción sigue estando vigente para algunas empresas, todo depende de que el mercado tenga alguna de las características que mencionamos antes: la oferta es menor que la demanda, la demanda es y seguirá constante, un producto muy solicitado puede ser producido en masa para reducir su costo.